# مايا أبوستولوسكا
مايا أبوستولوسكا Maja Apostoloska (ولدت عام 1976) هي شاعرة وباحثة وناقدة أدبية مقدونية. حصلت على بكالوريوس الأدب المقارن من كلية Blaže Koneski للفيلولوجيا في سكوبي. كما تشارك في تحرير مجلة أدبية هي Kniževno žitie. من دواوينها الشعرية: التسمية 2009 – انهيار التواصل 2004 – اللعب في الماضي المحبر 2000. يتميز شعرها باحتوائه على عناصر دينية من الكتاب المقدس.